# Kościół Podwyższenia Krzyża w Konradowie
Kościół Podwyższenia Krzyża Świętego w Konradowie – zabytkowy kościół we wsi Konradów (województwo dolnośląskie), wpisany do rejestru zabytków nieruchomych województwa dolnośląskiego.

## Historia
Pierwotnie gotycki, następnie barokowy kościół prze/z/budowany w 1591, potem w XVII, XIX w., kryty dachem dwuspadowym z wieżą zwieńczoną hełmem. Kościół filialny parafii w Radochowie.